# Teucrin A
Teucrin A ist ein natürlich vorkommender Aromastoff. In der Europäischen Union dürfen Lebensmittel festgesetzte Höchstmengen aus natürlichem Ursprung enthalten, jedoch darf Teucrin A nicht zugesetzt werden.

## Vorkommen

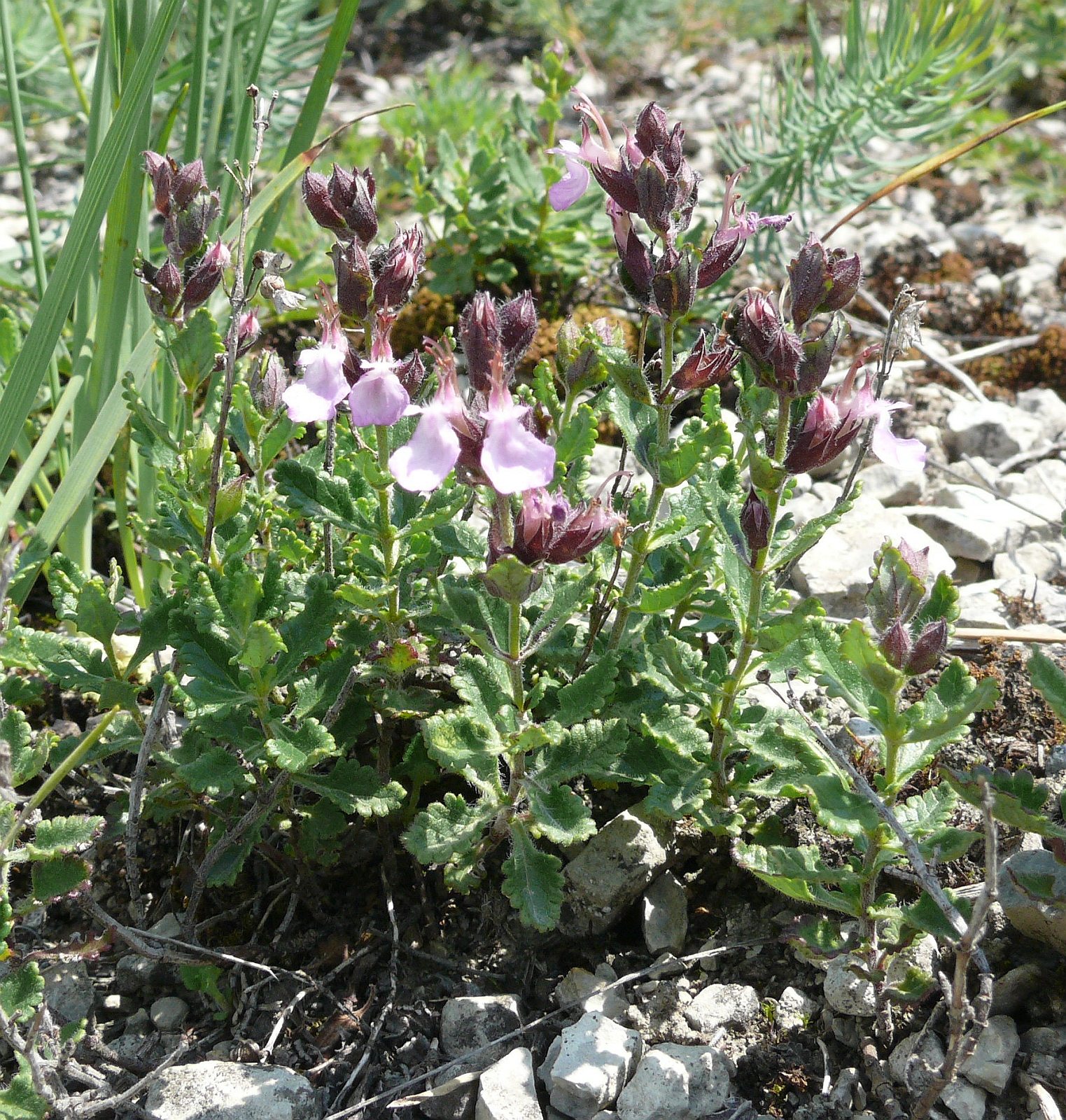
Edelgamander

Teucrin A ist als Naturstoff im Edelgamander (Teucrium chamaedrys L.) enthalten. Neben dem Teucrin A als Hauptbestandteil sind im Edelgamander weitere Aromastoffe wie das Pulegon enthalten.

## Rechtliche Situation
Teucrin A wurde durch den Anhang III Teil A der europäischen Aromaverordnung (Verordnung (EG) Nr. 1334/2008) vom 16. Dezember 2008 erstmals mit aufgenommen. Der Aromastoff zählt somit zu den Stoffen, die Lebensmitteln nicht zugesetzt werden dürfen. In Anhang III Teil B werden die Höchstmengenbeschränkungen des natürlich vorkommenden Stoffes festgehalten. So dürfen Spirituosen und Liköre mit bitterem Geschmack beispielsweise höchstens 5 Milligramm Teucrin A pro Kilogramm Getränk enthalten. Bei anderen alkoholischen Getränken liegt der Wert bei 2 Milligramm pro Kilogramm.

## Gesundheitliche Risiken
Der Gamander wurde als Medizin für verschiedene Zwecke wie beispielsweise die Behandlung von Rheuma oder als Antiseptikum eingesetzt. Dabei wurde er in pulver- oder kapselform auch in Kombination mit Kamille verabreicht. Dies kann nachweislich zu Hepatitis und Leberzirrhose führen. Die leberschädigende Wirkung wird dabei mit dem Teucrin A in Verbindung gebracht.